# Douce Violence
Pour les articles homonymes, voir Douce Violence (homonymie).
Albums de Elsa
Rien que pour ça...
(1990) Chaque jour est un long chemin
(1996)
Singles
1. Bouscule-moi
Sortie : septembre 1992
2. Supplice chinois (Toop toop)
Sortie : janvier 1993
3. Tout l'temps, tout l'temps
Sortie : mai 1993

Douce Violence est le troisième album de la chanteuse Elsa Lunghini sorti en 1992.
Dans cet album, alors qu'elle n'a que 19 ans, elle commence à faire frontière avec son père, le compositeur Georges Lunghini. Comprenant ses phobies, il lui écrit entre autres Bouscule-moi ou Tout le temps, tout le temps. On y trouve aussi 4 titres écrits par Jean-Loup Dabadie.
Cet album aura moins de succès que les précédents et sera également marqué par le changement de look d'Elsa où elle apparait plus femme avec une coupe de cheveux très courte.

## Liste des titres
| No  | Titre                              | Paroles           | Musique                           | Durée |
| --- | ---------------------------------- | ----------------- | --------------------------------- | ----- |
| 1.  | Supplice chinois (Toop toop)       | Jacques Duvall    | Georges Lunghini                  | 4:14  |
| 2.  | C'est bien, c'est mal              | Jean-Loup Dabadie | Raymond Donnez, G. Lunghini       | 3:34  |
| 3.  | Être ensemble                      | J.L. Dabadie      | G. Lunghini                       | 3:50  |
| 4.  | Jamais toujours                    | J. Duvall         | R. Donnez, G. Lunghini            | 4:07  |
| 5.  | Mercurochrome                      | J. Duvall         | G. Lunghini                       | 4:23  |
| 6.  | Bouscule-moi                       | J. Duvall         | R. Donnez, G. Lunghini            | 3:30  |
| 7.  | Le cœur ailleurs, l'amour ailleurs | J.L. Dabadie      | R. Donnez, G. Lunghini            | 3:49  |
| 8.  | Parfums d'amour                    | J. Duvall         | G. Lunghini                       | 4:10  |
| 9.  | Amoureuse, moi ?                   | J. Duvall         | R. Donnez, G. Lunghini            | 4:10  |
| 10. | Tout l'temps, tout l'temps         | J.L. Dabadie      | R. Donnez, G. Lunghini            | 2:45  |
| 11. | Changer sa vie                     | Gérard Presgurvic | Vincent-Marie Bouvot, G. Lunghini | 3:40  |

## Crédits[1]
| - Didier Bader - ingénieur son - Denis Benarrosh - percussion - Gérard Bikialo - piano - Raymond Donnez - arrangeur, programmation - Elsa - chœurs - Celmar Engel - synthétiseur - Michel-Yves Kochmann - guitare - Bruno Lambert - ingénieur son, mixage | - Basile Leroux - guitare - Jean-Daniel Lorieux - photographie - Bernard Paganotti - basse - Claude Salmiéri - batterie - Andy Scott - mixage ("Amoureuse, moi ?") - Roger Secco - batterie - Patrice Tison - guitare - Jannick Top - basse |